# 高円寺平和劇場
高円寺平和劇場（こうえんじへいわげきじょう）は、かつて存在した日本の映画館である。1946年（昭和21年）1月、東京都杉並区高円寺に開館した。東亜興行が新宿・歌舞伎町に進出した3年後の1954年（昭和29年）9月、同社に経営権が移る。高円寺平和（こうえんじへいわ）、高円寺平和座（こうえんじへいわざ）、高円寺日活平和（こうえんじにっかつへいわ）と表記されることもあった。

## 沿革
- 1946年1月 - 高円寺に開館[1][2]
- 1954年9月 - 東亜興行に経営が移る[9]
- 1989年3月7日 - 閉館
- 2003年1月 - 跡地に杉並区営の「高円寺北自転車駐車場」竣工[14][15]

## データ
- 所在地 : 東京都杉並区高円寺七丁目999番地[12]
  - 現在の東京都杉並区高円寺北三丁目20番23号 高円寺北自転車駐車場[14]

北緯35度42分24.01秒 東経139度38分57.28秒 / 北緯35.7066694度 東経139.6492444度
- 経営 : 
  1. 三亜興行 （1946年 - 1954年）
  2. 東亜興行株式会社 （1954年 - 1989年）
- 構造 : 木造一階建[1][2]
- 観客定員数 : 550名（1950年 - 1951年[1]）⇒ 446名（1955年[2]） ⇒ 223名（1988年[8]）

## 概要
1946年（昭和21年）1月、国鉄（現在のJR東日本）高円寺駅北口、庚申通りの杉並区高円寺七丁目999番地（現在の高円寺北三丁目20番23号）に開館した。開館当時の同館は、セントラル映画社（CMPE, セントラル・モーション・ピクチュア・エキスチェンジとも）が独占的に配給するアメリカ映画を一番館として封切上映する、アメリカ映画専門館であった。経営は三亜興行、支配人は米山信一、観客定員数は550名であった。セントラル映画社は1951年（昭和26年）12月27日には解体された。1949年（昭和24年）8月、阿佐ケ谷駅北口に「阿佐谷オデヲン座」を開館して創業した高橋康友の東亜興行株式会社が、1954年（昭和29年）9月に経営権を得ており、2年前に開館した「下北沢オデヲン座」についで6館目に開業した映画館である。同月、吉祥寺駅近くに「吉祥寺オデヲン座」をつづけて開館している。同館はオデヲン系列に入り、外国映画（洋画）の三番館、つまりロードショーを終えた作品をその2週後に上映する劇場になった。同館の支配人はひきつづき米山信一、観客定員数は446名であった。
同館が建つ前、とくに第二次世界大戦前の昭和初年には高円寺館（杉並町高円寺937番地、のちの杉並区高円寺町七丁目937番地）のみであったが、戦時中の1942年（昭和17年）までには、高円寺館のほか、美須鐄（チネチッタ創業者）が経営する高円寺映画劇場（高円寺町七丁目950番地）、坂本暉吉が経営する興風映画劇場（高円寺町一丁目459番地）の合計3館が存在した。戦後は、高円寺駅の周辺には「高円寺平和劇場」のほかに戦前からの高円寺映画劇場（馬橋二丁目230番地、現在の高円寺南三丁目23番）があり、1954年（昭和29年）までには、高円寺エトアール劇場（高円寺七丁目961番地、1953年開館、のちの高円寺東映、現在の高円寺南三丁目47番8号）、杉並映画劇場（高円寺三丁目175番地）の合計4館が存在した。1960年（昭和35年）までには、エトワール劇場の脇にムービー山小屋（現在の高円寺南三丁目47番1号）が加わり、「高円寺平和劇場」のほかは高円寺映画劇場、高円寺エトアール劇場、杉並映画劇場の合計5館になった。1958年（昭和33年）には、高円寺エトアール劇場が高円寺東映と改称している。杉並映画劇場は1960年（昭和35年）前後、高円寺映画劇場は1970年（昭和45年）前後にそれぞれ閉館している。
1981年（昭和56年）に高円寺東映・ムービー山小屋が閉館して跡地は西友高円寺店になり、高円寺の映画館は、日活ロマンポルノの封切館になっていた同館だけが残った。日活ロマンポルノは1988年（昭和63年）6月末をもって打ち切りになり、同館は、1989年（平成元年）3月7日に閉館した。跡地は、2001年（平成13年）、同年度の杉並区の補正予算で区に買収され、2003年（平成15年）1月、「高円寺北自転車駐車場」となり現在に至る。